# Manuel Fuentes Alarcón
Manuel Antonio Fuentes Alarcón (El Manzano, Chile; 16 de junio de 1940-Pichidegua, 11 de junio de 2025) fue un jinete chileno de rodeo, campeón de Chile en dos oportunidades. Acompañado de Ramón Cardemil fue campeón de Chile en los campeonatos de 1973 y 1981. Apodado «Farolito», es considerado uno de los mejores jinetes en la historia del rodeo chileno.

## Biografía
Comenzó como empleado de Hugo Cardemil, con quien corrió por muchos años. Posteriormente fue cedido al corral Santa Elba para correr con Ramón Cardemil, hermano de Hugo.
Junto a su compañero Cardemil corrió durante once años, además corrió junto a destacados jinetes, retirándose de la actividad a avanzada edad. Durante su carrera admiró a Ruperto Valderrama a quien consideraba «El Pelé de las medialunas». Durante su vida recibió una serie de reconocimientos, como el de la Trayectoria Deportiva entregado por la federación del rodeo durante el Campeonato Nacional de Rodeo de 2025.
Luego de desvincularse del criadero Santa Elba se fue a Talca y corrió por el criadero Don Ignacio con José Díaz, después partió al Casas de El Milagro de Tomás García y también en El Chubasco de Alejandro Tornero.
En agosto de 2021 fue considerado un Arreglador Maestro de la Escuela Ecuestre Huasa, conforme al reglamento publicado por la Federación Deportiva Nacional del Rodeo Chileno.
En 2025 le fue otorgado el premio a la trayectoria, mismo año que falleció, a unos pocos días de cumplir 85 años, el 11 de junio, siendo homenajeado por muchos huasos chilenos. La ceremonia religiosa se efectuó en la iglesia de La Torina de Pichidegua, con la presencia de Alfredo Moreno Echeverría, presidente de la Federación del Rodeo Chileno; y de Alberto Cardemil, uno de los propietarios del Criadero Santa Elba, donde Fuentes obtuvo los dos títulos junto a Ramón Cardemil. También concurrieron socios de la Asociación de Rodeo Cardenal Caro y del Club Pichidegua, al cual pertenecía.

## Campeonatos nacionales
| Año  | Collera        | Caballos               | Puntaje | Asociación |
| ---- | -------------- | ---------------------- | ------- | ---------- |
| 1973 | Ramón Cardemil | "Tabacón" y "Trampero" | 22      | Curicó     |
| 1981 | Ramón Cardemil | "Bellaco" y "Rival"    | 22      | Curicó     |

### Segundos campeonatos
- 1980: junto con Ramón Cardemil, montando a "Bellaco" y "Rival" con 21 puntos.
- 1987: junto con Patricio Fresno, montando a "Tranquilo" y "Campero" con 21 puntos.

### Terceros campeonatos
- 1973: junto con Ramón Cardemil, montando a "Burlesca" y "Princesa" con 20 puntos.
- 1977: junto con Ramón Cardemil, montando a "Bellaco" y "Rival" con 22 puntos.
- 1980: junto con Ramón Cardemil, montando a "Mensajero" y "Refuerzo" con 20 puntos.